# پارادایم توزیع قطب و اقماری
مدل یا شبکه یا پارادایم توزیع قطب و اقماری (به انگلیسی: Spoke–hub distribution paradigm) یک سیستم ارتباطات به شکل چرخ دوچرخه است که در آن تمام حرکت در امتداد پره‌های متصل به مرکز چرخ صورت می‌گیرد. این مدل معمولاً در صنعت خصوصاً در حمل و نقل و ارتباطات از راه دور و نیز در محاسبه توزیعی مورد استفاده قرار می‌گیرد.

Hub and spoke airline route structures. Los Angeles and Denver are used as hubs.